# Влагалище

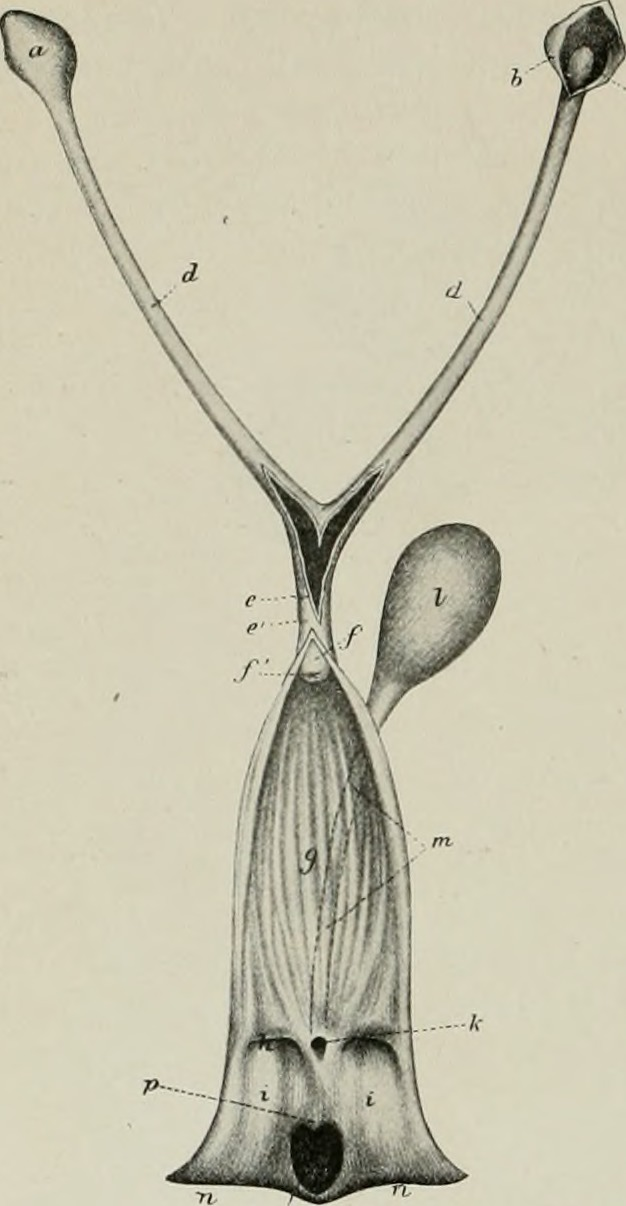
Репродуктивная система самки домашней собаки. Вульва, влагалище и матка (частично) разрезаны.
a — сумка яичника;
b — сумка яичника разрезана, чтобы показать правый яичник;
c — яичник;
d — рога матки;
e, e' — тело матки;
f — шейка матки;
f' — наружное отверстие матки;
g — влагалище;
h — девственная плева;
i — вульва;
k — наружное отверстие уретры;
I — мочевой пузырь;
m — уретра;
n — половые губы;
o — ямка клитора;
p — центральная проекция складки слизистой оболочки, которая скрывает уретру.

Влага́лище (лат. vagina — ножны, футляр) — конечный отдел протоков репродуктивной системы самок млекопитающих (не считая однопроходных). Служит для проведения спаривания и рождения плода. У некоторых млекопитающих (а именно копытных, грызунов, сумчатых, полуобезьян и приматов) вход во влагалище прикрыт девственной плевой.
Кроме млекопитающих, влагалище, представляющее собой ведущий в паренхиму трубкообразный заворот наружных покровов, наличествует у ряда беспозвоночных (части плоских червей, мух и др.).

## Видовые особенности влагалища
Влагалище предназначено для внутреннего оплодотворения, а не путем травматического оплодотворения, используемого некоторыми беспозвоночными. Хотя исследований влагалища особенно не хватает для разных животных, местоположение, структура и размер влагалища документально подтверждены как различающиеся у разных видов.
У живородящих (плацентарных и сумчатых) влагалище ведет от матки к внешней части тела самки. У самок плацентарных есть два отверстия в вульве: уретральное отверстие для мочевыводящих путей и вагинальное отверстие для половых путей. В зависимости от биологического вида эти отверстия могут находиться во внутреннем урогенитальном синусе или на внешнем преддверии.
Самки большинства сумчатых животных имеют два влагалища, которые ведут в отдельные матки, но оба открываются наружу через одно и то же отверстие, третий канал, который известен как срединное влагалище и может быть временным или постоянным, используется для родов.

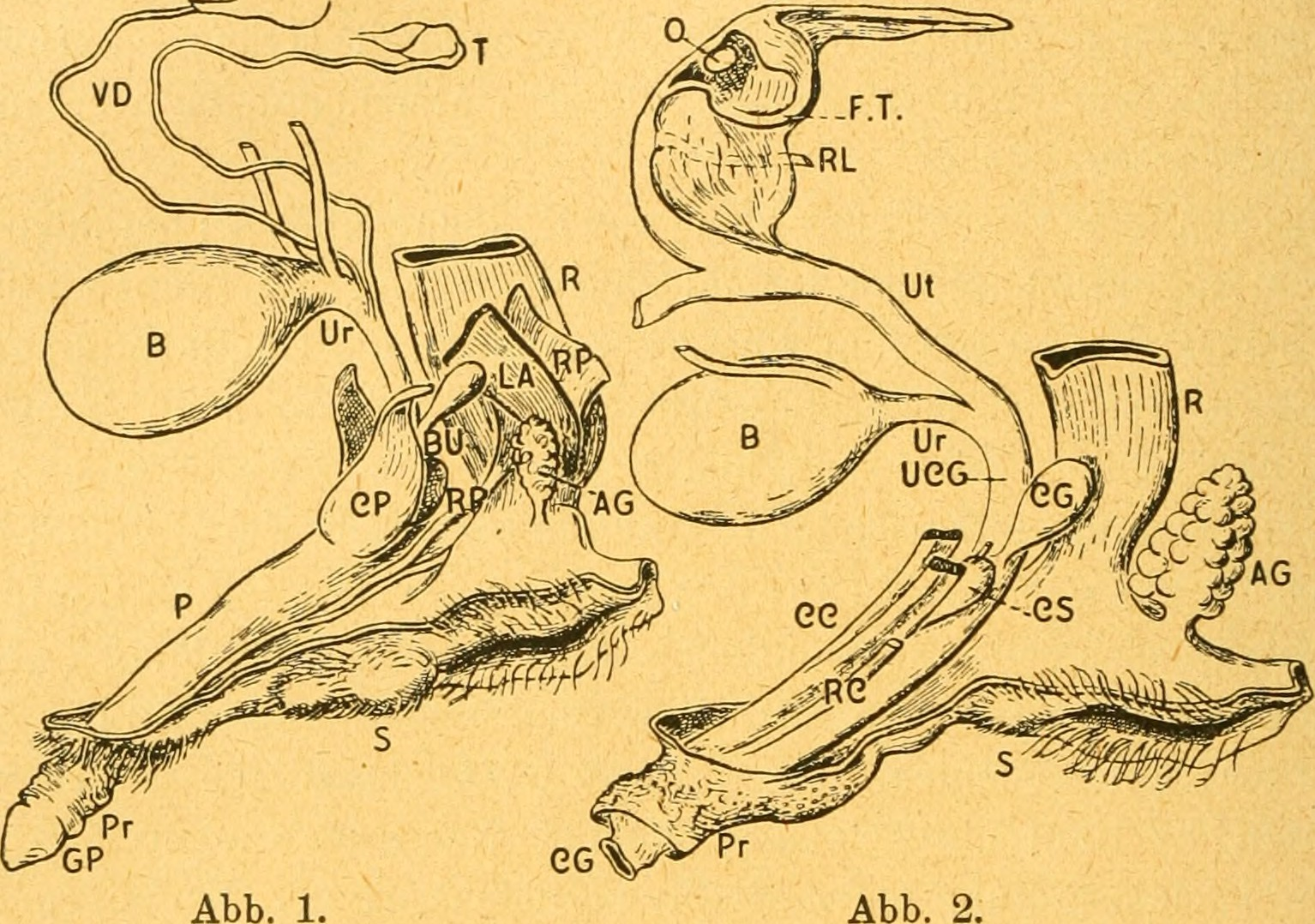
Репродуктивная система самца (слева) и самки (справа) пятнистой гиены

У самки пятнистой гиены нет наружного вагинального отверстия. Вместо этого влагалище выходит через клитор, что позволяет самкам мочиться, совокупляться и рожать через клитор.
У самок псовых влагалище сокращается во время совокупления, образуя копулятивную связь.
У самок китообразных есть вагинальные складки, которых нет у других млекопитающих.